# Terrence Agard
Terrence Agard (Willemstad, Antillas Neerlandesas, 16 de abril de 1990) es un deportista neerlandés que compite en atletismo, especialista en las carreras de velocidad.
Participó en los Juegos Olímpicos de Tokio 2020, obteniendo una medalla de plata en la prueba de 4 × 400 m. Ganó dos medallas de bronce en el Campeonato Mundial de Atletismo en Pista Cubierta, en los años 2022 y 2024.

## Palmarés internacional
| Juegos Olímpicos                     | Juegos Olímpicos      | Juegos Olímpicos  | Juegos Olímpicos |
| Año                                  | Lugar                 | Medalla           | Prueba           |
| ------------------------------------ | --------------------- | ----------------- | ---------------- |
| 2020                                 | Tokio (Japón)         | Medalla de plata  | 4 × 400 m        |
| Campeonato Mundial en Pista Cubierta |                       |                   |                  |
| Año                                  | Lugar                 | Medalla           | Prueba           |
| 2022                                 | Belgrado (Serbia)     | Medalla de bronce | 4 × 400 m        |
| 2024                                 | Glasgow (Reino Unido) | Medalla de bronce | 4 × 400 m        |